# Рікко Гросс
Рікко Гросс (нім. Ricco Groß; нар. 22 серпня 1970) — німецький біатлоніст, чотириразовий олімпійський чемпіон, багаторазовий чемпіон світу.
Рікко Гросс був членом німецької естафетної команди на п'яти Олімпііадах. Чотири рази з п'яти Німеччина здобувала золоті медалі, і Рікко разом із нею. П'ятий раз вони вдовольнилися сріблом. Впродовж своєї кар'єри Гросс багато разів вигравав гонки на чемпіонатах світу, двічі, в сезонах 2002/2003 та 2003/2004, був третім в загальному заліку Кубка світу.
В 1988-2002 роках Рікко Гросса тренував Клаус Зіберт.
Після завершення спортивної кар'єри після сезону 2006/2007 Гросс служить в бундесвері.